# 刘昂 (1910年)
刘昂（1910年—2005年10月17日），女，湖南衡山人，中华人民共和国政治人物，曾任中华人民共和国农业机械部副部长，国务院参事，第二、三届全国人大代表。

## 家庭
母亲蔡庆熙。